# فرانک هانسن
فرانک هانسن (انگلیسی: Frank Hansen؛ زادهٔ ۴ اوت ۱۹۴۵) قایقران روئینگ اهل نروژ بود.